# 라팔로

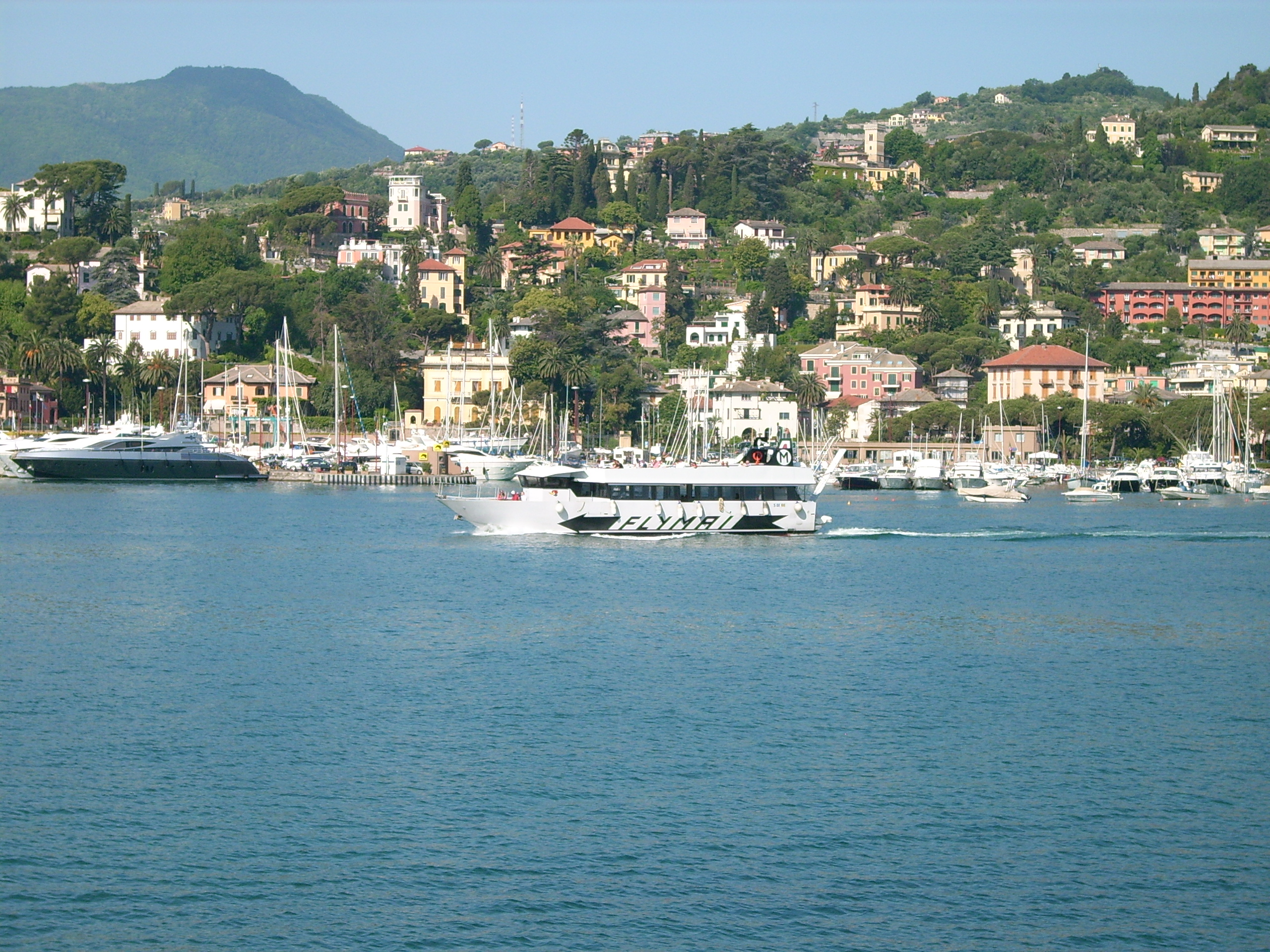
라팔로

라팔로(Rapallo)는 이탈리아 리구리아주 제노바현의 도시이다.